# اچ‌دی ۱۰۷۱۴۶
اچ‌دی ۱۰۷۱۴۶ یک ستاره است که در صورت فلکی گیسوی برنیکه قرار دارد.